# Emilio Lussu
Emilio Lussu (Armungia, 4 de diciembre de 1890 - Roma, 5 de marzo de 1975) fue un escritor, político y militar italiano.

## Biografía
Nació en Armungia, en la isla italiana de Cerdeña en 1890. Se casó en 1912 con la escritora y traductora Joyce Salvadori, y dos años más tarde, en 1914, se licenció en Derecho en Cagliari. Partidario de la intervención de Italia en la Primera Guerra Mundial contra los imperios centrales, fue oficial de la Brigada Sassari (constituida en su mayor parte por campesinos y pastores sardos) que en 1916 fue enviada a las montañas alrededor de Asiago para crear un frente que resistiese el descenso de los austriacos  hacia Vicenza y Verona. 
Esta experiencia inspiró a Lussu la obra literaria por la cual es más conocido, Un año en el Altiplano, y que escribió años más tarde, en 1937. Se trata de una importantísima memoria, que describe con sobriedad la vida de los soldados italianos en trichera así como la irracionalidad y el sinsentido de la guerra. 
Fundador del Partido Sardo de Acción, fue un activo político antifascista y uno de los fundadores del movimiento Justicia y Libertad.

### Obras de Emilio Lussu
- 1929 La catena
- 1933 Marcia su Roma e dintorni
- 1936 Teoria dell'insurrezione
- 1936 Per l’Italia dall'esilio
- 1938 Un año en el Altiplano (Un anno sull'Altipiano), publicado en castellano por Libros del Asteroide en 2010.
- 1950 Teoria dell'insurrezione: saggio critico
- 1958 La clericalizzazione dello Stato e l’arcivescovo di Cagliari
- 1968 Sul Partito d'azione e gli altri
- 1976 Il cinghiale del diavolo e altri scritti sulla Sardegna
- 1976 Essere a sinistra: democrazia, autonomia e socialismo in cinquant’anni di lotte
- 1979 Lettere a Carlo Rosselli e altri scritti di Giustizia e libertà
- 1986 Discorsi parlamentari
- 1987 La difesa di Roma
- 1991 Alba Rossa Un libro di Joyce ed Emilio Lussu